# Lal Bahadur Shastri
Lal Bahadur Shastri (Mughalsarai, 2 ottobre 1904 – Tashkent, 11 gennaio 1966) è stato un politico indiano.

## Biografia
Fu il secondo Primo ministro dell'India e una figura significativa nel Movimento d'indipendenza indiano.